# NGC 2837
NGC 2837 في الفهرس العام الجديد، هي مجرة، تقع في كوكبة الشجاع. اكتشفت في 16 ديسمبر 1827 بواسطة جون هيرشل.

## روابط خارجية
- NGC 2837 على موقع ويكي سكاي: DSS2, SDSS, GALEX, IRAS, Hydrogen α, X-Ray, Astrophoto, Sky Map, Articles and images